# Стар-Читак
Стар-Чита́к (болг. Стар читак) — село в Кирджалійській області Болгарії. Входить до складу общини Ардино.

## Населення
За даними перепису населення 2011 року у селі проживали 19 осіб, з них 17 осіб (94,4%) — турки.
Розподіл населення за віком у 2011 році:
Динаміка населення: